# Îles d'Hyères
Îles d'Hyères (eller Îles d'Or) er en øgruppe ud for den franske middelhavskyst øst for byen Toulon. Øerne er en del af departementet Var. 
Øgruppen har et samlet areal på 28 km² og består af de tre øer Porquerolles, Port-Cros, og Île du Levant. 
43°00′36″N 6°24′16″Ø / 43.01°N 6.4045°Ø